# Liste der Mitglieder der Deutschen Akademie der Naturforscher Leopoldina/1661
Die Liste der Mitglieder der Deutschen Akademie der Naturforscher Leopoldina für 1661 enthält alle Personen, die im Jahr 1661 zum Mitglied ernannt wurden. Insgesamt gab es sechs neu gewählte Mitglieder.

## Mitglieder
| Nr. | Name                   | Beiname     | Geboren       | Aufnahme | Gestorben     | Bild             |
| --- | ---------------------- | ----------- | ------------- | -------- | ------------- | ---------------- |
| 18  | Jonas Deutschlender    |             |               | Mai      | 1661          |                  |
| 19  | Leonhard Ursinus       | Zephyrus I. | 21. Jan. 1618 | 5. Sep.  | 2. Feb. 1664  | Leonhard Ursinus |
| 20  | Elias Schmidt          | Phaeton I.  | 19. Juli 1630 | 5. Sep.  | 27. Feb. 1690 | Elias Schmidt    |
| 21  | Johann Andreas Graba   | Cephalus    | 1625          | 5. Sep.  | 13. Mai 1669  |                  |
| 22  | Johannes Jakob Sauer   |             |               | 5. Sep.  |               |                  |
| 23  | Johann Philipp Deisler |             | 23. Aug. 1634 | 5. Sep.  | 1. März 1665  |                  |